# White Tigers Massa
I White Tigers Massa sono una squadra di football americano e baseball di Massa, fondata nel 2012. La squadra maschile di football americano partecipa al campionato di Terza Divisione, mentre la femminile partecipa al CIFAF, il massimo campionato nazionale.

## Dettaglio stagioni

### Campionato italiano

#### CIFAF
| Stagione | regular season | regular season | regular season | regular season | regular season | regular season | playoff | playoff | playoff | playoff | playoff | playoff   | playoff    |
|          | Vin            | Par            | Per            | Tot            | PF             | PS             | Vin     | Per     | Tot     | PF      | PS      | risultato | avversaria |
| -------- | -------------- | -------------- | -------------- | -------------- | -------------- | -------------- | ------- | ------- | ------- | ------- | ------- | --------- | ---------- |
| 2018     | 0              | 0              | 4              | 4              | 12             | 96             | -       | -       | -       | -       | -       | -         | -          |
| Totale   | 0              | 0              | 4              | 4              | 12             | 96             | -       | -       | -       | -       | -       |           |            |

Fonte: Enciclopedia del Football - A cura di Roberto Mezzetti

#### Terza Divisione
| Stagione | regular season | regular season | regular season | regular season | regular season | regular season | playoff | playoff | playoff | playoff | playoff | playoff              | playoff            |
|          | Vin            | Par            | Per            | Tot            | PF             | PS             | Vin     | Per     | Tot     | PF      | PS      | risultato            | avversaria         |
| -------- | -------------- | -------------- | -------------- | -------------- | -------------- | -------------- | ------- | ------- | ------- | ------- | ------- | -------------------- | ------------------ |
| 2014     | 2              | 0              | 4              | 6              | 76             | 210            | -       | -       | -       | -       | -       | -                    | -                  |
| 2015     | 2              | 0              | 4              | 6              | 124            | 105            | -       | -       | -       | -       | -       | -                    | -                  |
| 2016     | 2              | 0              | 4              | 6              | 121            | 138            | 0       | 1       | 1       | 34      | 47      | Wild Card            | Mad Bulls Barletta |
| 2017     | 3              | 0              | 3              | 6              | 137            | 140            | 1       | 1       | 2       | 23      | 66      | Quarti di conference | Eagles Salerno     |
| Totale   | 9              | 0              | 15             | 24             | 458            | 593            | 1       | 2       | 3       | 57      | 113     |                      |                    |

Fonte: Enciclopedia del Football - A cura di Roberto Mezzetti

### Coppa Italia

#### Femminile
| Stagione | regular season | regular season | regular season | regular season | regular season | regular season | playoff | playoff | playoff | playoff | playoff | playoff   | playoff    |
|          | Vin            | Par            | Per            | Tot            | PF             | PS             | Vin     | Per     | Tot     | PF      | PS      | risultato | avversaria |
| -------- | -------------- | -------------- | -------------- | -------------- | -------------- | -------------- | ------- | ------- | ------- | ------- | ------- | --------- | ---------- |
| 2021     | 0              | 0              | 3              | 3              | 0              | 80             | -       | -       | -       | -       | -       | -         | -          |
| Totale   | 0              | 0              | 3              | 3              | 0              | 80             | -       | -       | -       | -       | -       |           |            |

Fonte: Enciclopedia del Football - A cura di Roberto Mezzetti

### Riepilogo fasi finali disputate
| Anno           | Luogo    | Evento          | Fase del torneo      | Incontro                                | Risultato |
| 5 giugno 2016  | Barletta | Terza Divisione | Wild Card            | Mad Bulls Barletta - White Tigers Massa | 47 - 34   |
| 11 giugno 2017 | Salerno  | Terza Divisione | Quarti di conference | Eagles Salerno - White Tigers Massa     | 54 - 0    |